# Ginandromorfismo

Araña hembra (Drassodes
saccatus) con un pedipalpo macho, un ejemplo de ginandromorfismo mosaico

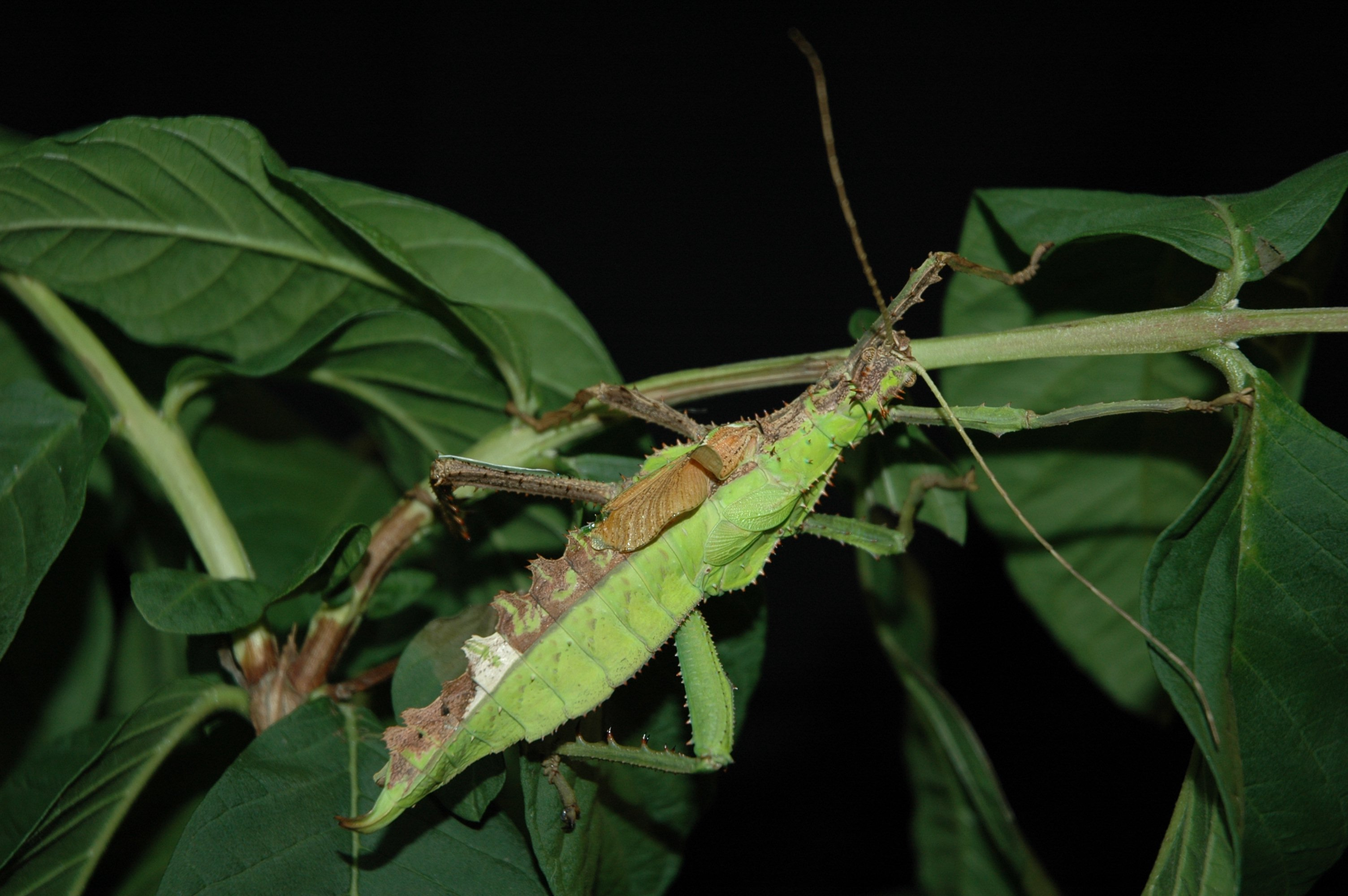
Heteropteryx dilatata ginandromorfo

Un ginandromorfo es un organismo que contiene tanto caracterísiticas masculinas como femeninas. El término ginandromorfo procede de la palabra "gyne" (hembra) y  "andro" (macho) y se usa principalmente en entomología. Estas características se pueden observar en algunos ejemplares de mariposas con caracteres de ambos sexos. También se han publicado casos de ginandromorfismo en crustáceos tales como langostas y cangrejos y también en algunas especies de aves.
Un ejemplo en aves es el de pinzones cebras ginandromorfos que tienen estructuras cerebrales lateralizadas, a pesar de que ambos lados del cerebro reciben señales hormonales comunes. Esto es indicación de que la diferenciación sexual primaria del cerebro no está dictada por las hormonas sexuales en estas aves. También se ha encontrado ginandromorfismo en pollos.
Un ginandromorfo puede tener asimetría bilateral, un lado hembra y el otro macho, o puede ser un mosaico genético, en cuyo caso los sexos no están diferenciados tan claramente. El ginandromorfismo bilateral ocurre muy temprano durante el desarrollo, generalmente cuando el embrión está en el estadio de 8 a 64 células, en cambio el ginandromorfismo en mosaico ocurre más tarde.
Normalmente la causa de este fenómeno es un evento mitótico durante el desarrollo temprano. A veces los cromosomas sexuales no completan su división en forma normal en una célula, en consecuencia algunas células tienen cromosomas que llevan a la determinación de uno u otro sexo. Por ejemplo una célula XY sufre duplicación de los cromosomas y termina con XXYY. Ordinariamente esta célula se dividiría en dos células XY pero en raras ocasiones puede producir una célula X y otra XYY. Si esto ocurre temprano en el desarrollo, una gran porción de las células serán X y también una gran porción serán XYY. Como X y XYY determinan diferentes sexos, el organismo tiene tejidos femeninos y masculinos.
En Hymenoptera, la situación es diferente porque los sexos están determinados por haplodiploidía, Las hembras tienen dos juegos de cromosomas y los machos uno solo. 

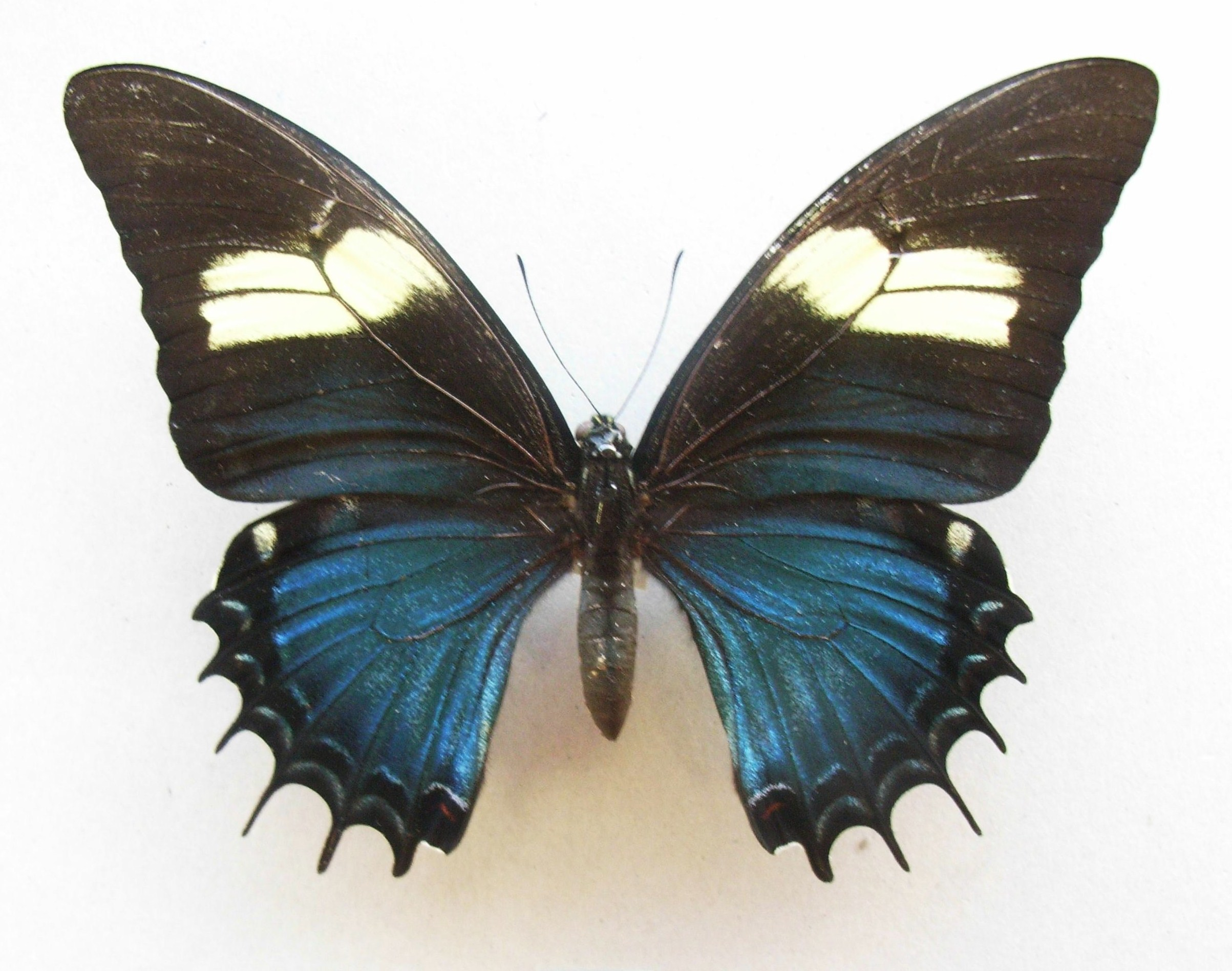
Hembra normal de Papilio androgeus
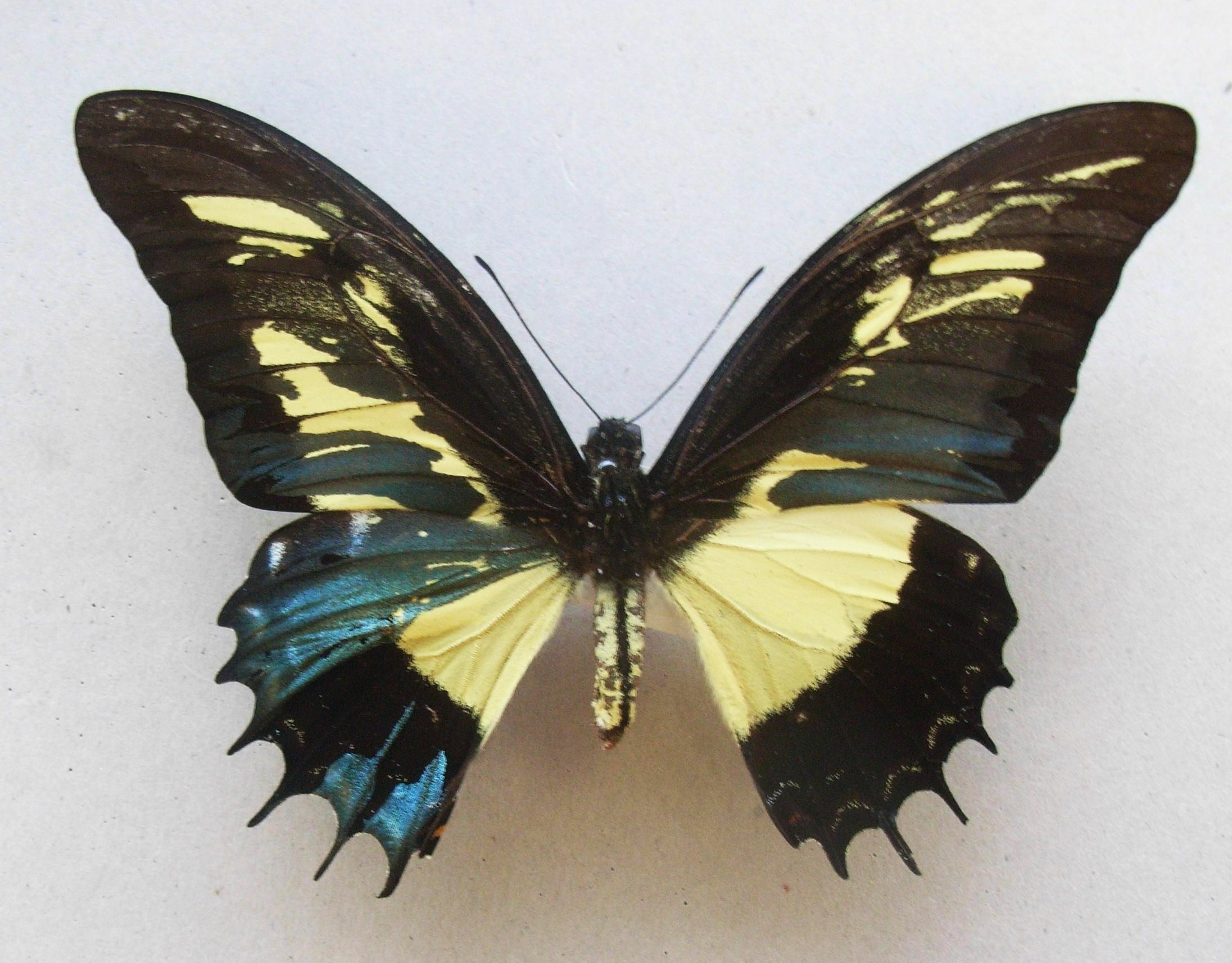
Mosaico ginandromorfo de Papilio androgeus
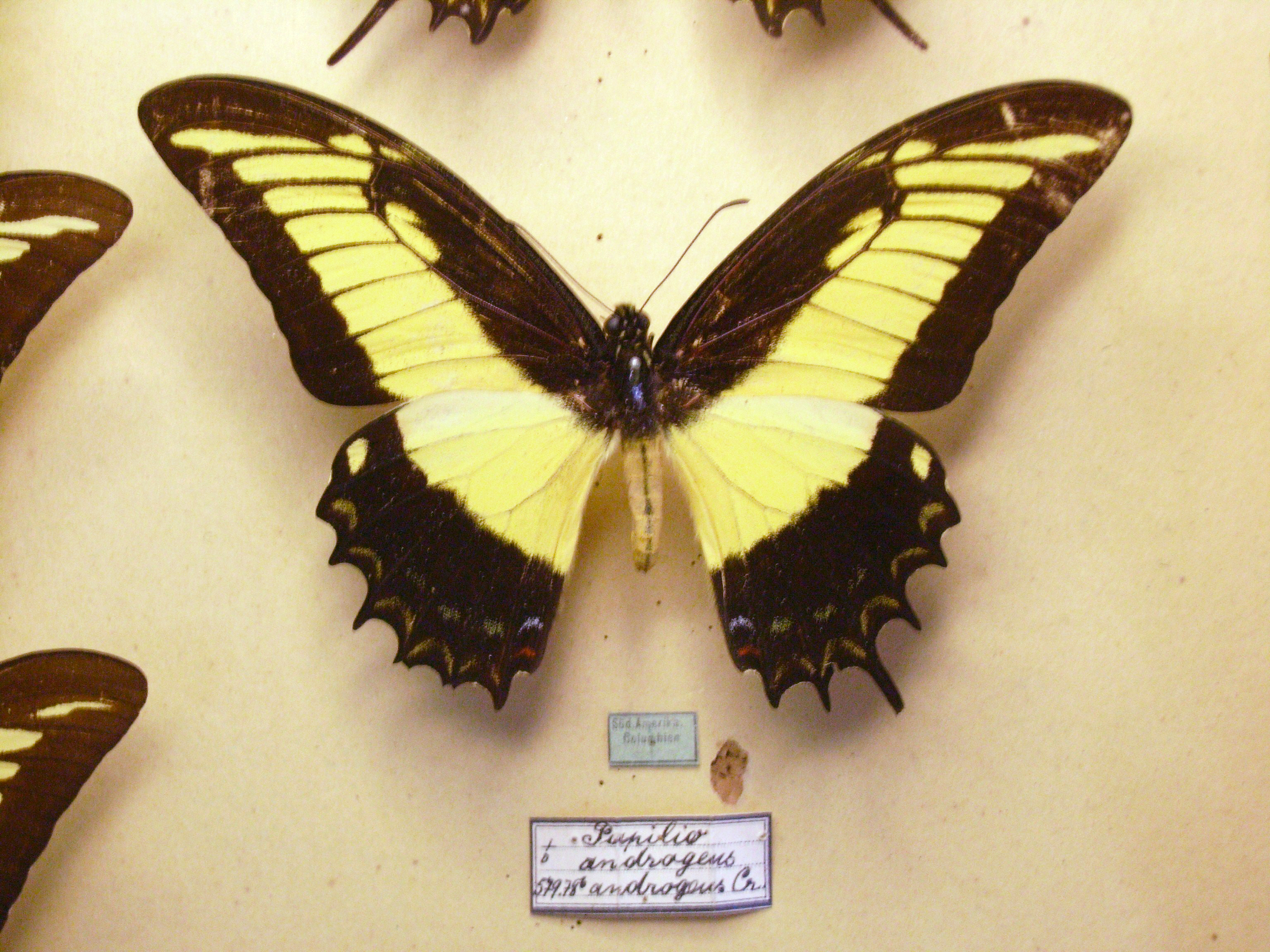
Macho normal de Papilio androgeus